# 駒野友一
駒野 友一（こまの ゆういち、1981年7月25日 - ）は、和歌山県海南市出身の元プロサッカー選手。現役時代のポジションはディフェンダー、ミッドフィールダー。元日本代表。広島県立吉田高等学校卒業。

## 来歴

### プロ入り以前
小学生の頃はFWだったが、中学2年生時に招集された関西選抜において「左足で蹴れるから」と抜擢された左サイドハーフ（SH）での活躍により、同3年生時には複数の私立高校やクラブから勧誘された。
1996年秋に父が病死したこともあり寮費減免があるサンフレッチェ広島ユースを選択。同年冬に広島県・吉田中学校へ転校し、1997年、高校1年生時から広島ユースに加入。ウイングバック（WB）として活躍し、高校3年次には同級生の森崎和幸・浩司兄弟とともに2種登録選手になった。

### サンフレッチェ広島時代
2000年、サンフレッチェ広島とプロ契約を締結。翌2001年、ヴァレリー・ニポムニシに見出され、右サイドバック（SB）として沢田謙太郎からレギュラーを奪った。その後も安定したプレーを見せ、その年の2ndステージ3位になる原動力となった。これ以降も右アウトサイドのレギュラーとして活躍した。
2003年8月、J2第28節横浜FC戦で左膝前十字靭帯を断裂。手術後の入院中に脚をギプスで固定したことで静脈血栓塞栓症を発症し生命の危機に陥った。懸命なリハビリを続け、2004年4月のナビスコカップ横浜FM戦で復帰。駒野不在の間、広島の右サイドのレギュラーに定着した選手はいなかった。
2004年9月にはぶどう膜炎を発症し失明の危機まであったが軽症で済んだ。2005年にかけて復調し、佐藤寿人へのクロスによってチャンスを量産、右SBながら9アシストを記録した。利き足である右足から放つクロスを得意とし、特にFWの動きに合わせた軌道を研究して練習した、と自身で述べる鋭く曲がり落ちるアーリークロスは大きな武器となり、当時の専門誌において「クロスボール部門」Jリーガー第1位に選ばれている。
2007年、広島は守備の崩壊などによりシーズンを16位で終え、入れ替え戦の末J2への降格が決定。オフには広島からの慰留に加えてジュビロ磐田及びヴィッセル神戸からオファーを受けたが、ジュビロ磐田への移籍を決断した。佐藤寿人は入れ替え戦の敗北後サポーターに向けて残留宣言とも取れるメッセージを発し、ベガルタ仙台での降格経験からチーム戦力維持のためにチームメイトへの慰留を行ったが、日本代表の主力であった駒野だけは直ぐに呼びかけることができなかった。結果として、駒野は当時レンタル移籍中であったウェズレイを除き唯一広島を退団した主力選手となった。

### ジュビロ磐田時代
2009年からは背番号を田中誠の退団により空いた広島在籍時と同じ「5」に、ポジションをMFからDF（SB）に変更。2年続けてJ1残留争いを経験し、同年末には広島からの復帰要請に前向きな姿勢を見せるも 広島の資金難によって復帰は立ち消えとなり 磐田に残留。
2010年もSBとして活躍を続けたが、同年10月の韓国代表戦で右上腕骨を骨折。磐田が12年ぶりの優勝を決めたナビスコカップ決勝戦を含めたシーズン終盤を欠場した。
2011年、右SBとしてJ1全試合にフル出場し、FW前田遼一との好連携でリーグ最多のアシストを記録。2012年1月にはベルギー1部リーグ・シント＝トロイデンVVへの移籍で基本合意に至るも、磐田との契約期間を残しており 違約金等の調達がまとまらずに頓挫。磐田残留が決まった。
2012年もリーグ戦全試合に出場し、自身初のJリーグベストイレブンに選出された。
2013年は監督・森下仁志による新布陣採用に伴ってSBからWBにポジションを上げたが、これが奏功せずチームは低迷。同年は主将を務め 第23節新潟戦でJ1通算350試合出場を達成するも、クラブ史上初、自身3度目のJ2降格を喫した。
2015年はシーズン後半にかけて宮崎智彦に左SBのレギュラーを奪われたが、第33節群馬戦では途中出場で直接FKによる決勝点を挙げ、ベテランとしてチームを支え磐田のJ1昇格に貢献。しかし、磐田からは契約延長を打診されたが、若返りを理由に単年契約でのオファーだった事もあり、退団を決意した。

### FC東京時代
2016年よりFC東京へ移籍。
2月9日に行われた2016年シーズン初戦となったAFCチャンピオンズリーグ2016 プレーオフ・チョンブリーFC戦でスタメンで出場。自身初のACLとなったvs全北現代モータースで肉離れを起こし、リーグ開幕戦は欠場となった。オーバーエイジ枠でFC東京 U-23として、同年4月3日に行われたJ3リーグ第3節・ブラウブリッツ秋田戦で初めてJ3の試合に出場した。
2016年7月、怪我や若手の小川諒也の活躍もあり、リーグ戦は1試合のみの出場で止まり、同年7月3日にアビスパ福岡へ期限付き移籍。

### アビスパ福岡時代
11月22日に契約満了によりFC東京を退団する事が発表され、2017年1月6日に期限移籍先であった福岡へ完全移籍する事が発表された。10月22日に行われたジェフユナイテッド市原・千葉戦でJリーグ通算500試合を達成。
2018年11月25日、福岡との契約満了が発表された。

### FC今治時代
2019年1月4日、南アフリカW杯で日本代表監督だった岡田武史が代表を務め、広島在籍時代監督だった小野剛が監督を務めるFC今治へ入団すると発表された。2019年シーズン、JFLベストイレブン受賞。
2022年10月11日、2022年をもって現役引退することを発表した。

### 現役引退後
2023年4月から古巣 サンフレッチェ広島のスクールコーチに就任した。同年10月24日にJリーグ功労選手賞を受賞した。
2025年2月からサンフレッチェ広島アカデミーのユースコーチに就任。

### 日本代表
年代別代表時代から左右のSBとしてプレー。2004年にはU-23日本代表としてアテネオリンピックに選出されたが、ガーナ戦で左鎖骨を骨折
A代表には、2005年の東アジア選手権で負傷の三浦淳宏に代わって初招集され、8月3日の中国戦で国際Aマッチ初出場。その後もDF加地亮のバックアッパーとして定着し、翌2006年開催のワールドカップメンバーに選出された。これは追加招集された茂庭照幸と共に「アテネ世代」からの数少ない選出であった。加地の負傷により、本大会初戦のオーストラリア戦で先発出場。この試合では同点に追いつかれた直後、ペナルティエリア内でドリブルを仕掛けて相手DFに倒され、あわや追加点となるチャンスを作った。しかし守備で振るわずに逆転負けを喫し、加地が復調した第2戦以降は控えに回った。
2006年から2007年にかけてのイビチャ・オシム体制下では、スピードを評価され、左SB及び左WBの一番手として重用されたが、オシム後任の岡田武史監督の下ではDF内田篤人や長友佑都ら若手選手の台頭により、控えに戻った。
2010年開催のFIFAワールドカップでは、大会直前に行われた強化試合コートジボワール戦におけるDF今野泰幸の負傷もあり堅実なプレーでポジションを再奪取。本大会のグループリーグ3試合と決勝トーナメント1試合の計4試合で右SBとして先発出場した。好調を維持し、スプリント数においては日本代表では駒野と本田圭佑だけが4試合全てで100超を数え、また、カメルーン戦では時速25.77kmを記録。攻守に献身的な働きで日本の決勝T進出に貢献した。決勝T1回戦のパラグアイ戦では、相手陣内深いエリアまで上がり再三クロスを上げるなどチャンスを演出し、パラグアイに押し込まれた時間帯には体を張った守備でピンチの芽を摘むなど豊富な運動量でチームの完封に貢献した。同試合は延長戦でも決着せずPK戦となり、駒野は3人目のキッカーを任されたが シュートをバーに当て失敗。パラグアイは全員PKを成功させたためベスト8進出を逃した。
2010年8月以降のアルベルト・ザッケローニ体制下でも内田・長友の控えが続いたが、2011年10月11日のFIFAワールドカップ3次予選・タジキスタン戦では国際Aマッチ初得点を含む1ゴール2アシストの活躍。通算65試合目の出場での初得点は、GKを除き日本代表史上最も遅いものとなった。
2013年の東アジアカップでは、これまでの貢献度の高さを理由にチームキャプテンを任された。第1戦中国戦では2失点に絡んだが、急造チームに一体感を作り、日本の同大会初優勝に貢献。
チームに献身する姿勢はザッケローニから「本当のプロフェッショナル」と賞賛されていたが、2014年のFIFAワールドカップに際しては、予備登録の30名に留まり、自身3度目となる本大会のメンバー入りを逃した。

## エピソード
- 利き脚は右だが、利き腕は左利き[2]。サインは右手で書く、野球は左投げ左打ち、趣味のゴルフ[2][45]は左打ち。
- 実弟の森川祐輝（旧姓・駒野）は、アマチュア選手として関西リーグ1部のパナソニックエナジー洲本サッカー部（旧 三洋電機洲本サッカー部）に所属[67]。
- いじられキャラ。『やべっちFC』にてゲスト出演していた中山雅史に駒吉と呼ばれるなど、クラブや代表のチームメートからネタにされた逸話も多い。また、2014年からジュビロで同じチームとなった松井大輔は、入団会見で「チームの中で1年間駒野をずっといじっていこうかなと思っています。」と話している[68]。
- 2度のワールドカップでも着用した日本代表での背番号「3」に強いこだわりを持っている。2012年に本田圭佑から3番を譲るように頼まれたがこれを拒否したため[69]、本田は4番に定着。
- 2014年から「ふるさとアスリート」としてよしもとクリエイティブ・エージェンシーに所属[70]。

## 所属クラブ
- 海南市立大野小学校[3]
- 1994年 - 1996年 海南市立第三中学校[3]
- 1997年 - 1999年 サンフレッチェ広島ユース[3] (広島県立吉田高等学校)
- 2000年 - 2007年  サンフレッチェ広島
- 2008年 - 2015年  ジュビロ磐田
- 2016年  FC東京
  - 2016年7月 - 同年12月 アビスパ福岡 (期限付き移籍)
- 2017年 - 2018年  アビスパ福岡
- 2019年 - 2022年  FC今治

## 個人成績
| 国内大会個人成績 | 国内大会個人成績 | 国内大会個人成績 | 国内大会個人成績 | 国内大会個人成績 | 国内大会個人成績 | 国内大会個人成績 | 国内大会個人成績 | 国内大会個人成績 | 国内大会個人成績 | 国内大会個人成績 | 国内大会個人成績 |
| 年度             | クラブ           | 背番号           | リーグ           | リーグ戦         | リーグ戦         | リーグ杯         | リーグ杯         | オープン杯       | オープン杯       | 期間通算         | 期間通算         |
| 年度             | クラブ           | 背番号           | リーグ           | 出場             | 得点             | 出場             | 得点             | 出場             | 得点             | 出場             | 得点             |
| 日本             | 日本             | 日本             | 日本             | リーグ戦         | リーグ戦         | リーグ杯         | リーグ杯         | 天皇杯           | 天皇杯           | 期間通算         | 期間通算         |
| ---------------- | ---------------- | ---------------- | ---------------- | ---------------- | ---------------- | ---------------- | ---------------- | ---------------- | ---------------- | ---------------- | ---------------- |
| 2000             | 広島             | 23               | J1               | 0                | 0                | 3                | 0                | 1                | 0                | 4                | 0                |
| 2001             | 広島             | 5                | J1               | 24               | 1                | 3                | 0                | 2                | 0                | 29               | 1                |
| 2002             | 広島             | 5                | J1               | 27               | 1                | 2                | 0                | 4                | 0                | 33               | 1                |
| 2003             | 広島             | 5                | J2               | 23               | 0                | -                | -                | 0                | 0                | 23               | 0                |
| 2004             | 広島             | 5                | J1               | 18               | 1                | 3                | 0                | 1                | 0                | 22               | 1                |
| 2005             | 広島             | 5                | J1               | 34               | 2                | 4                | 0                | 1                | 0                | 39               | 2                |
| 2006             | 広島             | 5                | J1               | 31               | 2                | 1                | 0                | 2                | 1                | 34               | 3                |
| 2007             | 広島             | 5                | J1               | 34               | 2                | 3                | 0                | 5                | 1                | 42               | 3                |
| 2008             | 磐田             | 25               | J1               | 34               | 1                | 1                | 1                | 0                | 0                | 35               | 2                |
| 2009             | 磐田             | 5                | J1               | 34               | 1                | 1                | 0                | 1                | 0                | 36               | 1                |
| 2010             | 磐田             | 5                | J1               | 23               | 0                | 4                | 0                | 0                | 0                | 27               | 0                |
| 2011             | 磐田             | 5                | J1               | 34               | 2                | 3                | 0                | 0                | 0                | 37               | 2                |
| 2012             | 磐田             | 5                | J1               | 34               | 3                | 4                | 0                | 1                | 0                | 39               | 3                |
| 2013             | 磐田             | 5                | J1               | 34               | 2                | 4                | 1                | 2                | 0                | 40               | 3                |
| 2014             | 磐田             | 5                | J2               | 35               | 3                | -                | -                | 2                | 0                | 37               | 3                |
| 2015             | 磐田             | 5                | J2               | 29               | 1                | -                | -                | 0                | 0                | 29               | 1                |
| 2016             | FC東京           | 50               | J1               | 1                | 0                | -                | -                | -                | -                | 1                | 0                |
| 2016             | 福岡             | 24               | J1               | 12               | 1                | 0                | 0                | 0                | 0                | 12               | 1                |
| 2017             | 福岡             | 3                | J2               | 39               | 1                | -                | -                | 0                | 0                | 39               | 1                |
| 2018             | 福岡             | 3                | J2               | 24               | 1                | -                | -                | 1                | 0                | 25               | 1                |
| 2019             | 今治             | 3                | JFL              | 29               | 1                | -                | -                | -                | -                | 29               | 1                |
| 2020             | 今治             | 3                | J3               | 24               | 1                | -                | -                | -                | -                | 24               | 1                |
| 2021             | 今治             | 3                | J3               | 23               | 0                | -                | -                | 1                | 1                | 24               | 1                |
| 2022             | 今治             | 3                | J3               | 17               | 0                | -                | -                | -                | -                | 17               | 0                |
| 通算             | 日本             | 日本             | J1               | 374              | 19               | 36               | 2                | 20               | 2                | 430              | 23               |
| 通算             | 日本             | 日本             | J2               | 150              | 6                | -                | -                | 3                | 0                | 153              | 6                |
| 通算             | 日本             | 日本             | J3               | 64               | 1                | -                | -                | 1                | 1                | 65               | 2                |
| 通算             | 日本             | 日本             | JFL              | 29               | 1                | -                | -                | -                | -                | 29               | 1                |
| 総通算           | 総通算           | 総通算           | 総通算           | 617              | 27               | 36               | 2                | 24               | 3                | 677              | 32               |

その他の公式戦
| 2016   | F東23  | 50     | J3     | 4 | 0 | 4 | 0 |
| 通算   | 日本   | 日本   | J3     | 4 | 0 | 4 | 0 |
| 総通算 | 総通算 | 総通算 | 総通算 | 4 | 0 | 4 | 0 |

- 2007年
  - J1・J2入れ替え戦 2試合0得点
- 2008年
  - J1・J2入れ替え戦 2試合0得点
- 2014年
  - J1昇格プレーオフ 1試合0得点
- 2017年
  - J1昇格プレーオフ 2試合0得点

| 国際大会個人成績 | 国際大会個人成績 | 国際大会個人成績 | 国際大会個人成績 | 国際大会個人成績 |
| 年度             | クラブ           | 背番号           | 出場             | 得点             |
| AFC              | AFC              | AFC              | ACL              | ACL              |
| ---------------- | ---------------- | ---------------- | ---------------- | ---------------- |
| 2016             | FC東京           | 50               | 2                | 0                |
| 通算             | AFC              | AFC              | 2                | 0                |

その他の国際公式戦
- 2011年
  - スルガ銀行チャンピオンシップ 1試合0得点
- 2016年
  - AFCチャンピオンズリーグ2016・プレーオフ 1試合0得点

出場歴
- 2000年3月25日：公式戦初ベンチ入り - J1・1st第3節 vs川崎フロンターレ (等々力陸上競技場)
- 2000年4月12日：公式戦初出場 - ナビスコカップ1回戦第1戦 vsモンテディオ山形 (山形県総合運動公園陸上競技場)
- 2001年3月31日：Jリーグ初出場 - J1・1st第03節 vsコンサドーレ札幌 (広島ビッグアーチ)[2]
- 2001年5月19日：Jリーグ初得点 - J1・1st第10節 vs東京ヴェルディ1969 (広島スタジアム)[2]
- 2005年11月20日：J1 100試合出場 - J1第31節 vs横浜F・マリノス (日産スタジアム)
- 2008年11月23日：J1 200試合出場 - J1第32節 vs柏レイソル (ヤマハスタジアム)
- 2012年4月21日：J1 300試合出場 - J1第07節 vs横浜F・マリノス (ヤマハスタジアム)[71]
- 2013年8月28日：J1 350試合出場 - J1第23節 vsアルビレックス新潟 (東北電力ビッグスワンスタジアム)[29]

## 指導歴
- 2023年 -  サンフレッチェ広島
  - 2023年 - 2024年 アカデミー普及部 コーチ
  - 2025年 - ユース コーチ

## 代表・選抜歴
- 2005年8月3日：国際Aマッチ初出場 - 東アジアサッカー選手権2005 vs 中国 (大邱スタジアム)[46]
- 2011年10月11日：国際Aマッチ初得点 - 2014 FIFAワールドカップ・アジア3次予選 vs タジキスタン (長居陸上競技場)

### 出場大会
- 広島県選抜
  - 1998年 第53回国民体育大会サッカー競技
  - 1999年 第54回国民体育大会サッカー競技
- U-18日本代表
  - 1999年 - フローニンゲン国際ユース大会[72](9位)
  - 1999年 - SBSカップ[73](優勝)
- U-19日本代表
  - 2000年 - ジャパンユースカップ[74]
  - 2000年 - テルボルグ国際ユース大会[75](7位)
  - 2000年 - AFCユース選手権予選[76]、SBSカップ[77](優勝)
  - 2000年 - AFCユース選手権[78] (準優勝)
- U-20日本代表
  - 2001年 - Football of the Future U-20サッカートーナメント[79](4位)
  - 2001年 - ジャパンユースカップ[80](優勝)
  - 2001年 - トゥーロン国際大会[81](GL敗退)
  - 2001年 - FIFAワールドユース選手権[82][3](GL敗退)
- U-21日本代表
  - 2002年 -トゥーロン国際大会[83](3位)
  - 2002年 - アジア競技大会[84](準優勝)
- U-22日本代表
  - 2003年 アテネオリンピックアジア2次予選
- U-23日本代表
  - 2004年 アテネオリンピック[3](GL敗退)
- 日本代表
  - 2005年 東アジア選手権[3](準優勝)、FIFAワールドカップ・アジア最終予選[3]
  - 2006年 AFCアジアカップ予選[3]、FIFAワールドカップ[3](GL敗退)
  - 2007年 AFCアジアカップ[3](ベスト4)、AFCアジア/アフリカチャレンジカップ[3]
  - 2008年 東アジア選手権[3](準優勝)、FIFAワールドカップ・アジア3次予選、最終予選[3]
  - 2009年 AFCアジアカップ予選[3]、FIFAワールドカップアジア最終予選[3]
  - 2010年 東アジア選手権[3](3位)、FIFAワールドカップ[3](ベスト16)
  - 2011年 FIFAワールドカップ・アジア3次予選[3]
  - 2012年 FIFAワールドカップ・アジア最終予選[3]
  - 2013年 東アジアカップ[3](優勝)

### 試合数
- 国際Aマッチ 78試合 1得点 (2005-2014)[3]

| 日本代表 | 国際Aマッチ | 国際Aマッチ |
| 年       | 出場        | 得点        |
| -------- | ----------- | ----------- |
| 2005     | 5           | 0           |
| 2006     | 10          | 0           |
| 2007     | 12          | 0           |
| 2008     | 13          | 0           |
| 2009     | 9           | 0           |
| 2010     | 11          | 0           |
| 2011     | 7           | 1           |
| 2012     | 5           | 0           |
| 2013     | 6           | 0           |
| 2014     | 0           | 0           |
| 通算     | 78          | 1           |

### 出場
| No. | 開催日         | 開催都市             | スタジアム                         | 対戦相手                 | 結果        | 監督                     | 大会                             |
| --- | -------------- | -------------------- | ---------------------------------- | ------------------------ | ----------- | ------------------------ | -------------------------------- |
| 1.  | 2005年08月03日 | 大田                 |                                    | 中華人民共和国           | △2-2        | ジーコ                   | 東アジア選手権                   |
| 2.  | 2005年08月07日 | 大邱                 |                                    | 韓国                     | ○1-0        | ジーコ                   | 東アジア選手権                   |
| 3.  | 2005年10月08日 | リガ                 |                                    | ラトビア                 | △2-2        | ジーコ                   | 国際親善試合                     |
| 4.  | 2005年10月12日 | キエフ               |                                    | ウクライナ               | ●0-1        | ジーコ                   | 国際親善試合                     |
| 5.  | 2005年11月16日 | 東京都               | 国立霞ヶ丘競技場陸上競技場         | アンゴラ                 | ○1-0        | ジーコ                   | キリンチャレンジカップ           |
| 6.  | 2006年02月18日 | 静岡県               | 静岡県小笠山総合運動公園スタジアム | フィンランド             | ○2-0        | ジーコ                   | キリンチャレンジカップ           |
| 7.  | 2006年05月30日 | レバークーゼン       |                                    | ドイツ                   | △2-2        | ジーコ                   | 国際親善試合                     |
| 8.  | 2006年06月04日 | デュッセルドルフ     |                                    | マルタ                   | ○1-0        | ジーコ                   | 国際親善試合                     |
| 9.  | 2006年06月12日 | カイザースラウテルン |                                    | オーストラリア           | ●1-3        | ジーコ                   | ワールドカップ                   |
| 10. | 2006年08月09日 | 東京都               | 国立霞ヶ丘競技場陸上競技場         | ブラジル                 | ○2-0        | イビチャ・オシム         | キリンチャレンジカップ           |
| 11. | 2006年08月16日 | 新潟県               | 新潟スタジアム                     | イエメン                 | ○2-0        | イビチャ・オシム         | アジアカップ予選                 |
| 12. | 2006年09月03日 | ジッダ               |                                    | サウジアラビア           | ●0-1        | イビチャ・オシム         | アジアカップ予選                 |
| 13. | 2006年10月04日 | 神奈川県             | 横浜国際総合競技場                 | ガーナ                   | ●0-1        | イビチャ・オシム         | キリンチャレンジカップ           |
| 14. | 2006年10月11日 | バンガロール         |                                    | インド                   | ○3-0        | イビチャ・オシム         | アジアカップ予選                 |
| 15. | 2006年11月15日 | 北海道               | 札幌ドーム                         | サウジアラビア           | ○3-1        | イビチャ・オシム         | アジアカップ予選                 |
| 16. | 2007年03月24日 | 神奈川県             | 横浜国際総合競技場                 | ペルー                   | ○2-0        | イビチャ・オシム         | キリンチャレンジカップ           |
| 17. | 2007年06月01日 | 静岡県               | 静岡県小笠山総合運動公園スタジアム | モンテネグロ             | ○2-0        | イビチャ・オシム         | キリンカップ                     |
| 18. | 2007年06月05日 | 埼玉県               | 埼玉スタジアム2002                 | コロンビア               | △0-0        | イビチャ・オシム         | キリンカップ                     |
| 19. | 2007年07月13日 | ハノイ               |                                    | アラブ首長国連邦         | ○3-1        | イビチャ・オシム         | アジアカップ                     |
| 20. | 2007年07月16日 | ハノイ               |                                    | ベトナム                 | ○4-1        | イビチャ・オシム         | アジアカップ                     |
| 21. | 2007年07月21日 | ハノイ               |                                    | オーストラリア           | △1-1(PK4-3) | イビチャ・オシム         | アジアカップ                     |
| 22. | 2007年07月25日 | ハノイ               |                                    | サウジアラビア           | ●2-3        | イビチャ・オシム         | アジアカップ                     |
| 23. | 2007年07月28日 | パレンバン           |                                    | 韓国                     | △0-0(PK5-6) | イビチャ・オシム         | アジアカップ                     |
| 24. | 2007年08月22日 | 大分県               | 大分スポーツ公園総合競技場         | カメルーン               | ○2-0        | イビチャ・オシム         | キリンチャレンジカップ           |
| 25. | 2007年09月07日 | クラーゲンフルト     |                                    | オーストリア             | △0-0(PK3-4) | イビチャ・オシム         | 3大陸トーナメント                |
| 26. | 2007年09月11日 | クラーゲンフルト     |                                    | スイス                   | ○4-3        | イビチャ・オシム         | 3大陸トーナメント                |
| 27. | 2007年10月17日 | 大阪府               | 長居陸上競技場                     | エジプト                 | ○4-1        | イビチャ・オシム         | アジア・アフリカチャレンジカップ |
| 28. | 2008年01月26日 | 東京都               | 国立霞ヶ丘競技場陸上競技場         | チリ                     | △0-0        | 岡田武史                 | キリンチャレンジカップ           |
| 29. | 2008年01月30日 | 東京都               | 国立霞ヶ丘競技場陸上競技場         | ボスニア・ヘルツェゴビナ | ○3-0        | 岡田武史                 | キリンチャレンジカップ           |
| 30. | 2008年02月06日 | 埼玉県               | 埼玉スタジアム2002                 | タイ                     | ○4-1        | 岡田武史                 | ワールドカップ予選               |
| 31. | 2008年02月17日 | 重慶                 |                                    | 北朝鮮                   | △1-1        | 岡田武史                 | 東アジア選手権                   |
| 32. | 2008年02月20日 | 重慶                 |                                    | 中華人民共和国           | ○1-0        | 岡田武史                 | 東アジア選手権                   |
| 33. | 2008年03月26日 | マナマ               |                                    | バーレーン               | ●0-1        | 岡田武史                 | ワールドカップ予選               |
| 34. | 2008年05月24日 | 愛知県               | 豊田スタジアム                     | コートジボワール         | ○1-0        | 岡田武史                 | キリンカップ                     |
| 35. | 2008年05月27日 | 埼玉県               | 埼玉スタジアム2002                 | パラグアイ               | △0-0        | 岡田武史                 | キリンカップ                     |
| 36. | 2008年06月02日 | 神奈川県             | 横浜国際総合競技場                 | オマーン                 | ○3-0        | 岡田武史                 | ワールドカップ予選               |
| 37. | 2008年06月07日 | マスカット           |                                    | オマーン                 | △1-1        | 岡田武史                 | ワールドカップ予選               |
| 38. | 2008年06月14日 | バンコク             |                                    | タイ                     | ○3-0        | 岡田武史                 | ワールドカップ予選               |
| 39. | 2008年08月20日 | 北海道               | 札幌ドーム                         | ウルグアイ               | ●1-3        | 岡田武史                 | キリンチャレンジカップ           |
| 40. | 2008年11月13日 | 兵庫県               | 御崎公園球技場                     | シリア                   | ○3-1        | 岡田武史                 | キリンチャレンジカップ           |
| 41. | 2009年01月20日 | 熊本県               | 熊本県民総合運動公園陸上競技場     | イエメン                 | ○2-1        | 岡田武史                 | アジアカップ予選                 |
| 42. | 2009年02月04日 | 東京都               | 国立霞ヶ丘競技場陸上競技場         | フィンランド             | ○5-1        | 岡田武史                 | キリンチャレンジカップ           |
| 43. | 2009年05月27日 | 大阪府               | 長居陸上競技場                     | チリ                     | ○4-0        | 岡田武史                 | キリンカップ                     |
| 44. | 2009年06月06日 | タシケント           |                                    | ウズベキスタン           | ○1-0        | 岡田武史                 | ワールドカップ予選               |
| 45. | 2009年09月09日 | ユトレヒト           |                                    | ガーナ                   | ○4-3        | 岡田武史                 | 国際親善試合                     |
| 46. | 2009年10月08日 | 静岡県               | 静岡市清水日本平運動公園球技場     | 香港                     | ○6-0        | 岡田武史                 | アジアカップ予選                 |
| 47. | 2009年10月10日 | 神奈川県             | 横浜国際総合競技場                 | スコットランド           | ○2-0        | 岡田武史                 | キリンチャレンジカップ           |
| 48. | 2009年11月14日 | ポート・エリザベス   |                                    | 南アフリカ共和国         | △0-0        | 岡田武史                 | 国際親善試合                     |
| 49. | 2009年11月18日 | 香港                 |                                    | 香港                     | ○4-0        | 岡田武史                 | アジアカップ予選                 |
| 50. | 2010年02月02日 | 大分県               | 大分スポーツ公園総合競技場         | ベネズエラ               | △0-0        | 岡田武史                 | キリンチャレンジカップ           |
| 51. | 2010年02月11日 | 東京都               | 国立霞ヶ丘競技場陸上競技場         | 香港                     | ○3-0        | 岡田武史                 | 東アジア選手権                   |
| 52. | 2010年05月24日 | 埼玉県               | 埼玉スタジアム2002                 | 韓国                     | ●0-2        | 岡田武史                 | キリンチャレンジカップ           |
| 53. | 2010年06月04日 | シオン               |                                    | コートジボワール         | ●0-2        | 岡田武史                 | 国際親善試合                     |
| 54. | 2010年06月14日 | ブルームフォンテーン |                                    | カメルーン               | ○1-0        | 岡田武史                 | ワールドカップ                   |
| 55. | 2010年06月19日 | ダーバン             |                                    | オランダ                 | ●0-1        | 岡田武史                 | ワールドカップ                   |
| 56. | 2010年06月24日 | ルステンブルク       |                                    | デンマーク               | ○3-1        | 岡田武史                 | ワールドカップ                   |
| 57. | 2010年06月29日 | プレトリア           |                                    | パラグアイ               | △0-0(PK3-5) | 岡田武史                 | ワールドカップ                   |
| 58. | 2010年09月04日 | 神奈川県             | 横浜国際総合競技場                 | パラグアイ               | ○1-0        | 原博実（代行）           | キリンチャレンジカップ           |
| 59. | 2010年09月07日 | 大阪府               | 長居陸上競技場                     | グアテマラ               | ○2-1        | 原博実（代行）           | キリンチャレンジカップ           |
| 60. | 2010年10月12日 | ソウル               |                                    | 韓国                     | △0-0        | アルベルト・ザッケローニ | 国際親善試合                     |
| 61. | 2011年08月10日 | 北海道               | 札幌ドーム                         | 韓国                     | ○3-0        | アルベルト・ザッケローニ | キリンチャレンジカップ           |
| 62. | 2011年09月02日 | 埼玉県               | 埼玉スタジアム2002                 | 北朝鮮                   | ○1-0        | アルベルト・ザッケローニ | ワールドカップ予選               |
| 63. | 2011年09月06日 | タシケント           |                                    | ウズベキスタン           | △1-1        | アルベルト・ザッケローニ | ワールドカップ予選               |
| 64. | 2011年10月07日 | 兵庫県               | 御崎公園球技場                     | ベトナム                 | ○1-0        | アルベルト・ザッケローニ | キリンチャレンジカップ           |
| 65. | 2011年10月11日 | 大阪府               | 長居陸上競技場                     | タジキスタン             | ○8-0        | アルベルト・ザッケローニ | ワールドカップ予選               |
| 66. | 2011年11月11日 | ドゥシャンベ         |                                    | タジキスタン             | ○4-0        | アルベルト・ザッケローニ | ワールドカップ予選               |
| 67. | 2011年11月15日 | 平壌                 |                                    | 北朝鮮                   | ●0-1        | アルベルト・ザッケローニ | ワールドカップ予選               |
| 68. | 2012年02月24日 | 大阪府               | 長居陸上競技場                     | アイスランド             | ○3-1        | アルベルト・ザッケローニ | キリンチャレンジカップ           |
| 69. | 2012年02月29日 | 愛知県               | 豊田スタジアム                     | ウズベキスタン           | ●0-1        | アルベルト・ザッケローニ | ワールドカップ予選               |
| 70. | 2012年08月15日 | 北海道               | 札幌ドーム                         | ベネズエラ               | △1-1        | アルベルト・ザッケローニ | キリンチャレンジカップ           |
| 71. | 2012年09月06日 | 新潟県               | 新潟スタジアム                     | アラブ首長国連邦         | ○1-0        | アルベルト・ザッケローニ | キリンチャレンジカップ           |
| 72. | 2012年09月11日 | 埼玉県               | 埼玉スタジアム2002                 | イラク                   | ○1-0        | アルベルト・ザッケローニ | ワールドカップ予選               |
| 73. | 2013年03月22日 | ドーハ               |                                    | カナダ                   | ○2-1        | アルベルト・ザッケローニ | 国際親善試合                     |
| 74. | 2013年03月26日 | アンマン             |                                    | ヨルダン                 | ●1-2        | アルベルト・ザッケローニ | ワールドカップ予選               |
| 75. | 2013年05月30日 | 愛知県               | 豊田スタジアム                     | ブルガリア               | ●0-2        | アルベルト・ザッケローニ | キリンチャレンジカップ           |
| 76. | 2013年07月21日 | ソウル               |                                    | 中華人民共和国           | △3-3        | アルベルト・ザッケローニ | 東アジアカップ                   |
| 77. | 2013年07月28日 | ソウル               |                                    | 韓国                     | ○2-1        | アルベルト・ザッケローニ | 東アジアカップ                   |
| 78. | 2013年08月14日 | 宮城県               | 宮城スタジアム                     | ウルグアイ               | ●2-4        | アルベルト・ザッケローニ | キリンチャレンジカップ           |

### ゴール
| #  | 開催年月日     | 開催地       | 対戦国       | 勝敗 | 試合概要                               |
| -- | -------------- | ------------ | ------------ | ---- | -------------------------------------- |
| 1. | 2011年10月11日 | 日本、大阪市 | タジキスタン | ○8-0 | 2014 FIFAワールドカップ・アジア3次予選 |

## タイトル

### 代表
U-18/U-19日本代表
- SBSカップ 国際ユースサッカー : 2回 (1999年、2000年)

U-21日本代表
- ジャパンユースカップ : (2001年)

日本代表
- EAFF E-1サッカー選手権 : (2013年)

### 個人
- Jリーグアウォーズ・優秀選手賞：3回 (2005, 2007, 2012)
- Jリーグベストイレブン：1回 (2012)
- JFLベストイレブン：1回(2019)[85]

### その他表彰
- 和歌山県スポーツ特別賞 (2010年)[5]

## 関連情報

### 出演
CM
- デオデオ (2006年 - 2007年) 下田崇との共演、広島限定
- トイ・ストーリー3 (2010年)[86]
- プーマジャパン株式会社 (2010年 - ) 「パラメヒコマン篇」
- 静岡県 (2010年) 「静岡県人権週間」

映画
- 劇場版 仮面ライダー鎧武 サッカー大決戦!黄金の果実争奪杯! (2014年)[87] - 本人役

PV
- PUSHIM「誓い feat.MIHIRO -マイロ-」 (2010年)

### 展示
- わかやまスポーツ伝承館